# Alcatrazz
Alcatrazz es un grupo de heavy metal estadounidense formado en 1983 por Graham Bonnet (excantante de Rainbow), Gary Shea (exmiembro de New England) (bajista), Jimmy Waldo (exmiembro de New England) (teclista), Jan Uvena (exmiembro de Iron Butterfly) (batería), e Yngwie Malmsteen (exmiembro de Steeler).

## Historia

### Comienzos
La formación inicial de la banda consistía en el excantante de Rainbow, Graham Bonnet, el joven guitarrista sueco Yngwie Malmsteen, quien recientemente había dejado a la banda estadounidense Steeler, Gary Shea y Jimmy Waldo de New England y Clive Burr conocido por haber formado parte de Iron Maiden. Según se informa, Burr solo estuvo en la banda durante una semana, y luego de descubrir que la banda iba a tener su base en Estados Unidos, y no su natal Inglaterra decidió dejar el proyecto. Burr pronto fue reemplazado por el exbaterista de Iron Butterfly, Jan Uvena, quien acababa de dejar la banda de respaldo de Alice Cooper. Shea nombró al grupo Alcatrazz. Para el primer álbum, la mayor parte del material fue escrito por Bonnet y Malmsteen, con Waldo contribuyendo a varias pistas.

### No Parole From Rock N'Roll y problemas internos
El álbum debut de la banda, No Parole From Rock 'n' Roll apareció a finales de 1983 en Rocshire Records. MTV dio un apoyo decente al primer sencillo, "Island in the Sun", que mostró una fuerte influencia de Rainbow. A pesar de la naturaleza comercial de la canción, esta recibió poca difusión en la radio. No obstante, el álbum pasó 18 semanas en las listas de Billboard y alcanzó el puesto número 128. Un segundo video lanzado en 1984 para "Hiroshima Mon Amour" se hizo popular en Japón.
Rochsire luego lanzó Live Sentence (1984), un álbum en vivo que contenía grabaciones de los dos conciertos de su gira por Japón en el Nakano Sun Plaza en Tokio el 28 de enero de 1984. Para el álbum se incluyeron algunos covers de Rainbow, incluido el clásico Since You Been Gone y Night Games un tema de Bonnet solista. El álbum alcanzaría el número 133 en los Estados Unidos. También se produjo un video del álbum en vivo. Durante este período, la confusión interna comenzó a surgir dentro de la banda, entre Malmsteen y Bonnet. Según Malmsteen, Bonnet se molestó por la atención que le prestaban los fanáticos a la guitarra y no a la voz. Aparentemente Bonnet no le agradaba el protagonismo del guitarrista . Según Malmsteen, su relación profesional terminó con los dos teniendo un altercado en el escenario después de que Bonnet supuestamente manipuló los amplificadores de Malmsteen durante un solo de guitarra en un show en Oklahoma. Luego de esto, Malmsteen dejó Alcatrazz y creó su propia banda llamada Rising Force, quien firmó con Polydor Records y lanzó un exitoso álbum de debut homónimo.

### Steve Vai y Disturbing The Peace
Waldo reemplazó a Malmsteen con el exguitarrista de Frank Zappa, Steve Vai, a pesar de la resistencia de Bonnet,  la banda firmó con Capitol Records después de que Rocshire fue clausurada por fraude. Con Steve Vai, el grupo trabajó en nuevo material y luego encabezó otra gira por Japón, que presentó a Vai a los fanáticos y les permitió reproducir nuevo material del próximo álbum. Un video de concierto fue filmado a partir de estas fechas.
La banda lanzó Disturbing the Peace en la primavera de 1985. El álbum fue producido por Eddie Kramer, quien trabajó con Led Zeppelin, Jimi Hendrix y Triumph, entre otros. "God Blessed Video" fue el primer sencillo y video. El álbum alcanzó su punto máximo en el número 145 y se presentó durante 16 semanas. Alcatrazz, sin embargo, nunca pudo salir de sus pequeños seguidores, y tuvo que interrumpir una gira debido a problemas financieros.

### Dangerous Games y separación
Steve Vai se fue para unirse a la banda solista de David Lee Roth (ex Van Halen) en 1986. La separación fue en buenos términos, ya que era una oferta que Vai no podía rechazar. Fue reemplazado por el guitarrista Danny Johnson (ex Axis, Rod Stewart y Alice Cooper), quien grabó lo que se convirtió en el último álbum de estudio de Alcatrazz, Dangerous Games, lanzado en el otoño de 1986. El álbum tenía versiones de la canción clásica de The Animals ". It's My Life "(una de las únicas melodías orientadas al rock) y la canción de The Marbles (banda de Graham Bonnet) "Only One Woman". El álbum de Dangerous Games no se pudo ubicar y, poco después, Johnson también renunció para unirse a la banda Private Life. Desanimados por la falta de guitarrista fijo y la disminución de las ventas de álbumes, se separaron en 1987.

### Después de Alcatrazz
Tras la separación Graham Bonnet pasó a formar parte de Impellitteri donde grabó el disco Stand In Line mientras continuó su carrera en solitario de manera paralela. En 1993 Bonnet y Waldo colaboran juntos en el disco Afterlife de Blackthorne el proyecto del guitarrista Bob Kulick. Un año después Jan Uvena y Gary Shea graban en el disco N.º 1 del guitarrista Jonas Hansson. En 1997 de igual forma Danny Johnson se reúne con Bonnet para participar como compositor y guitarrista de su disco Underground.

### Giras de Graham Bonnet
En 2006 Graham Bonnet reviviría al grupo, aunque ya bajo el nombre de "Alcatrazz Featuring Graham Bonnet", siendo Bonnet el único integrante de la vieja formación en participar. Participaron en el "Berkrock Festival", en Bulgaria, y yéndose de gira por Japón en 2007, el resto de la banda incluía al guitarrista Howie Simon, el baterista Glen Sobel, y el bajista Tim Luce, durante esta gira japonesa, el nuevo Alcatrazz compartió cartel con Joe Lynn Turner.
Durante 2008 Alcatrazz giró por los Estados Unidos con Y&T. El proyecto deja de girar en 2014.

### Regreso
Tras el resurgimiento de la relación artística entre Jimmy Waldo quien en 2016 se integrase a la banda solista de Graham Bonnet en 2017 resurgen las giras de Alcatrazz ya oficialmente con miembros originales. Gary Shea y Jimmy Waldo miembros fundadores de Alcatrazz acompañan a Bonnet para girar por Japón. Para estas presentaciones se unen Conrado Pesinato en guitarra y Mark Benquechea en batería. De estas giras se desprende el álbum en vivo Parole Denied: Tokyo 2017. Luego de culminar la gira de presentaciones Bonnet y Waldo continuaron trabajando juntos en Graham Bonnet Band, banda con la cual a la fecha han grabado dos discos juntos y en la cual han logrado un sonido muy cercano a Alcatrazz. En 2019 Graham Bonnet retoma el proyecto Alcatrazz una vez más con otra formación. Esta vez Beth-Ami Heavenstone reemplaza a Gary Shea en bajo y Joe Stump reemplaza a Conrado Pesinato en guitarra. La formación se encuentra grabando un nuevo disco que contara con la participación de Chris Impelliteri como guitarrista invitado y Steve Vai (exguitarrista de la banda) como colaborador en algunas composiciones.